# Tolv heliga dagarna

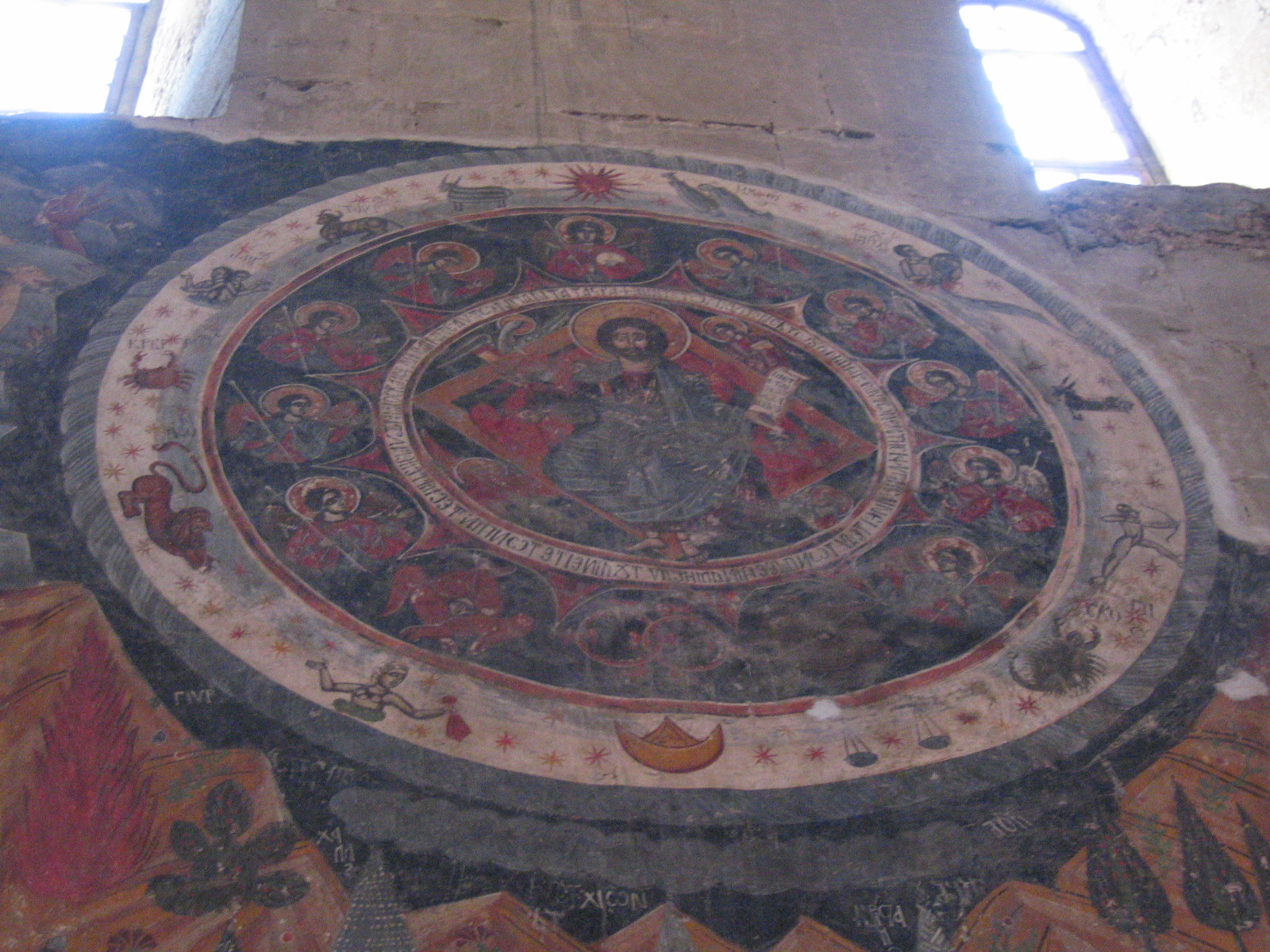
1600-talsfresk från Svetitskhoveli i Georgien, med Jesus inom Zodiaken.

Tolv heliga dagarna är den heliga perioden från 26 december till 6 januari, i den esoteriska kristna tolkningen av julen.
Natten mellan den 24 och 25 december anses vara den mest "Heliga natten", när Solen (Världens ljus) inleder sin resa från söder till norr. På natten när han börjar sin resa norrut under stjärntecknet Jungfru, står den himmelska jungfrun (Havens drottning) på den östra horisonten vid midnatt (därför är han "född av en jungfru" utan mellanhänder, därav "obefläckat uttänkt").
Den 25 december kommer Kristus in i hjärtat av Jorden och planeten genomströmmas av det kraftfulla solståndets strålning. Planeten omsluts av ljuset av den ärkeängelske Kristus och därför anses julen vara den mest "Heliga Dagen" av året. Från den 26 december till den 6 januari arbetar de tolv stjärntecknen på jorden, och dess livsformer, tillsammans med Kristi ljus, fortsätter hela under de tolv heliga dagarna.
Natten till den 6 januari anses vara den trettonhelgen när "Dopets rit" uppfördes i början av kristendomen. Denna period av tolv dagars intervall, mellan julen och trettonhelgen, anses vara det andliga centrum av året att följa och kallas därför årets "Heliga av de Heliga".

## Tolv heliga dagarna
| Helig Dag   | Stjärntecken | Solmånad                     | Kroppsmitt             | Lärjunge                                                                                                   | Bibelmeditation                                                                                                |
| ----------- | ------------ | ---------------------------- | ---------------------- | --- | --- |
| 26 december | Väduren      | 20 mars till 21 april        | Huvudet                | Jakob, Johannes' broder (pionjär, första lärjungen)                                                        | Se, jag gör allting nytt.-Uppenbarelseboken 21:5                                                               |
| 27 december | Oxen         | 21 april till 22 maj         | Strupen                | Andreas (ödmjukhet)                                                                                        | Han som bor i kärleken bor i Gud.-Första Johannesbrevet 4:16                                                   |
| 28 december | Tvillingarna | 22 maj till 22 juni          | Händerna               | Tomas (hans tvivel, naturliga för det dödliga sinnet, övergick)                                            | Var stilla, och vet att jag är Gud. -Psaltaren 46:10                                                           |
| 29 december | Kräftan      | 22 juni till 23 juli         | Solarplexuset          | Natanael (mystiker hos vem det inte finns något svek)                                                      | Men om vi vandrar i ljuset, eftersom han är i ljuset, har vi gemenskap med varandra.-Första Johannesbrevet 1:7 |
| 30 december | Lejonet      | 23 juli till 24 augusti      | Hjärtat                | Judas (personligheten måste alltid kämpa om en stark ande)                                                 | Kärlek är uppfyllandet av lagen.-Romarbrevet 13:10                                                             |
| 31 december | Jungfrun     | 24 augusti till 23 september | Mag-tarmkanalen        | Jakob den Rättfärdige, Judas och Simons broder (renhet av karaktären och vigningen är osjälviskt tjänande) | Men han som är störst bland er skall vara din tjänare. Matteusevangeliet 23:11                                 |
| 1 januari   | Vågen        | 23 september till 24 oktober | Binjuren               | Judas Taddeus (en minister av det vackra)                                                                  | Ni skall veta sanningen, och sanningen skall göra er fria.-Johannesevangeliet 8: 32                            |
| 2 januari   | Skorpionen   | 24 oktober till 23 november  | Fortplantningssystemet | Johannes (transmutation är grundtonen)                                                                     | Saliga äro de renhjärtade, ty de skall se Gud.-Matteusevangeliet 5:8                                           |
| 3 januari   | Skytten      | 23 november till 22 december | Sakralplexuset         | Filippos (ett förandligat sinne)                                                                           | Ni, är världens ljus.-Matteusevangeliet 5:14                                                                   |
| 4 januari   | Stenbocken   | 22 december till 20 januari  | Knäna                  | Simon Judas och Jakobs broder (hans enda önskan var att tjäna Herren)                                      | Låt Kristus bildas i dig.-Galaterbrevet 4:19                                                                   |
| 5 januari   | Vattumannen  | 20 januari till 19 februari  | De två extremiteterna  | Matteus (han avsade alla sina världsliga ägodelar)                                                         | Ni är mina vänner.-Johannesevangeliet 15:4                                                                     |
| 6 januari   | Fiskarna     | 19 februari till 20 mars     | Fötterna               | Petrus (trots sin tro, blev han inledningens sten då kyrkan grundades)                                     | Så Gud skapade människan till sin avbild. Första Moseboken 1:27                                                |